# Gagrellula heinrichi
Gagrellula heinrichi is een hooiwagen uit de familie Sclerosomatidae.